# Pyrrosia oblanceolata
Pyrrosia oblanceolata är en stensöteväxtart som först beskrevs av Carl Frederik Albert Christensen, och fick sitt nu gällande namn av Tard. Pyrrosia oblanceolata ingår i släktet Pyrrosia och familjen Polypodiaceae. Inga underarter finns listade.